# 2010 في إيطاليا
فيما يلي قوائم الأحداث التي وقعت خلال عام 2010 في إيطاليا.

## سياسة

### انتهاء فترة المنصب
- 17 أغسطس – فرانشيسكو كوسيغا عضو مجلس الشيوخ مدى الحياة.

## رياضة
- 1 يناير – ميلان-سان ريمو 2010 الفائزون أليساندرو بيتاتشي، أوسكار فريري، توم بونن.

## أفلام
من الأفلام التي صدرت هذه السنة في إيطاليا:
- 1 يناير – الأب والغريب من إخراج ريكى توجازى.
- 1 يناير – الأمريكي من إخراج أنطون كربيجن.
- 1 يناير – الجميع بخير من إخراج كيرك جونز.
- 1 يناير – تسعة من إخراج روب مارشال.
- 1 يناير – مكان ما من إخراج صوفيا كوبولا.
- 29 يناير – عندما تكون في روما من إخراج مارك جونسون (كاتب).
- 25 أبريل – رسائل إلى جولييت من إخراج غاري وينيك.
- 18 مايو – ضد المسيح من إخراج لارس فون ترايير.
- 21 مايو – الشريط الأبيض من إخراج مايكل هاينيكي.
- 8 ديسمبر – السائح من إخراج Florian Henckel von Donnersmarck [الإنجليزية]‏.

## برامج ومسلسلات وأنمي
- رومانزو كريمينالي - المسلسل

## وفيات

### يناير
- 6 يناير – بنيامينو بلاسيدو (مواليد 1929)

### فبراير
- 7 فبراير – فرانكو باليريني (مواليد 1964) درّاج طريق إيطالي.

### أبريل
- 4 أبريل – فيتوريو ماغني (مواليد 1918) درّاج طريق إيطالي.

### مايو
- 18 مايو – إدواردو سانغوينيتي (مواليد 1930) كاتب إيطالي.

### يونيو
- 2 يونيو – غابرييل سيلا (مواليد 1963) دراج إيطالي.
- 16 يونيو – أميدو غليليت (مواليد 1909)
- 20 يونيو – روبيرتو روزاتو (مواليد 1943) لاعب كرة قدم إيطالي.

### يوليو
- 12 سبتمبر – جيوليو زينولي (مواليد 1946) لاعب كرة قدم إيطالي.
- 31 يوليو – سوسو شيشي داميكو (مواليد 1914) كاتبة سيناريو إيطالية.

### أغسطس
- 16 أغسطس – نيكولا كابيبو (مواليد 1935) فيزيائي إيطالي.
- 17 أغسطس – فرانشيسكو كوسيغا (مواليد 1928) سياسي إيطالي.

### سبتمبر
- 12 سبتمبر – جيوليو زينولي (مواليد 1946) لاعب كرة قدم إيطالي.
- 14 سبتمبر – كاترينا بوراتو (مواليد 1915)

### أكتوبر
- 12 أكتوبر – سيرجيو مورين (مواليد 1931) لاعب كرة قدم إيطالي.

### نوفمبر
- 29 نوفمبر – ماريو مونيتشيلي (مواليد 1915)

### ديسمبر
- 21 ديسمبر – إنزو بيرزوت (مواليد 1927) لاعب كرة قدم إيطالي.